# Europees kampioenschap hockey mannen 1995
Het Europees kampioenschap hockey (1995) voor mannen had plaats van woensdag 16 augustus tot en met zondag 27 augustus 1995 op het Belfield-complex in Dublin, Ierland. Het was de zevende editie van dit internationale sportevenement, dat onder auspiciën stond van de Europese hockeyfederatie (EHF). Titelverdediger was Duitsland.

## Groepsindeling
| Groep A                                           | Groep B                                                  |
| ------------------------------------------------- | -------------------------------------------------------- |
| België Frankrijk Nederland Schotland Spanje Wales | Duitsland Engeland Ierland Polen Wit-Rusland Zwitserland |

## Scheidsrechters
- Amin Ayman
- Alistair McQuater
- Eduardo Ruiz
- Jan-Jochen Rommel

- Raymond O'Connor
- Kiyoshi Sana
- Thomas Langle
- Markus Bircher

- Roger St. Rose
- Francisco Mena Caballero
- Martyn Gallivan

## Selecties

### België[1]
1. Michel Van Oost
2. Jean-Michel Devillé
3. Laurent Kelecom
4. Thierry Renaer
5. Hugues Ciselet
6. John Toussaint
7. Joeri Beunen
8. Philippe Vanhemelen

1. Alex de Chaffoy
2. Michel Kinnen
3. Gérald Dewamme
4. Patrick Pille
5. Mick Beunen
6. Jean Willems
7. Marc Coudron
8. Bruno Vuylsteke

Bondscoach: Alain Geens

### Duitsland
- Christopher Reitz
- Michael Green
- Björn Michel
- Patrick Bellenbaum
- Jan-Peter Tewes
- Andreas Becker
- Sven Meinhardt
- Florian Kunz

- Christian Stengler
- Klaus Michler
- Christian Mayerhöfer
- Albert Hemmersbach
- Oliver Kurtz
- Michael Waldhauser
- Christoph Bechmann
- Oliver Domke

Bondscoach: Paul Lissek

### Nederland
- Ronald Jansen
- Rolf Peters
- Walter Drenth
- Sander van Heeswijk
- Erik Jazet
- Leo Klein Gebbink
- Wouter van Pelt
- Bastiaan Poortenaar

- Jacques Brinkman
- Marc Delissen 
- Jeroen Delmee
- Remko Koster
- Marten Eikelboom
- Teun de Nooijer
- Stephan Veen
- Remco van Wijk

Bondscoach: Roelant Oltmans
- Assistent: Bert Bunnik

## Uitslagen voorronde

### Groep A
| 16 augustus 09:30                                   |       |                  |                                                           |
| België                                              | 3 – 1 | Wales            | Scheidsrechters: Amin Ayman (EGY) Alistair McQuater (ENG) |
| Jean Willems 39' Thierry Renaer 59' Mick Beunen 70' |       | 57' Paul Edwards | Scheidsrechters: Amin Ayman (EGY) Alistair McQuater (ENG) |

| 16 augustus 11:30                                |       |                         |                                                             |
| Spanje                                           | 3 – 1 | Frankrijk               | Scheidsrechters: Eduardo Ruiz (ARG) Jan-Jochen Rommel (GER) |
| Juan Escarré 16' Pablo Garcia 17' Pablo Usoz 66' |       | 69' Christian Michaelis | Scheidsrechters: Eduardo Ruiz (ARG) Jan-Jochen Rommel (GER) |

| 16 augustus 17:00 |       |                                                                    |                                                            |
| Schotland         | 1 – 4 | Nederland                                                          | Scheidsrechters: Kiyoshi Sana (JPN) Raymond O'Connor (IRL) |
| Duncan Low 9'     |       | 12' Marc Delissen 40' Erik Jazet 44' Stephan Veen 59' Stephan Veen | Scheidsrechters: Kiyoshi Sana (JPN) Raymond O'Connor (IRL) |

| 17 augustus 15:00                |       |       |                                                         |
| Spanje                           | 2 – 0 | Wales | Scheidsrechters: Eduardo Ruiz (ARG) Thomas Langle (FRA) |
| Jan Dinares 41' Victor Pujol 64' |       |       | Scheidsrechters: Eduardo Ruiz (ARG) Thomas Langle (FRA) |

| 17 augustus 17:00                                                                                               |       |                    |                                                        |
| Nederland | 6 – 1 | Frankrijk          | Scheidsrechters: Ayman Amin (EGY) Markus Bircher (SUI) |
| Jacques Brinkman 6' Stephan Veen 10' Marc Delissen 20' Marc Delissen 24' Remco van Wijk 25' Wouter van Pelt 64' |       | 68' Frédéric Pelle | Scheidsrechters: Ayman Amin (EGY) Markus Bircher (SUI) |

| 18 augustus 09:30                                         |       |                  |                                                                  |
| België                                                    | 3 – 1 | Schotland        | Scheidsrechters: Alistair McQuater (ENG) Jan-Jochen Rommel (GER) |
| Jean Willems 20' Mick Beunen 28' Alexandre de Chaffoy 49' |       | 35' Colin Hector | Scheidsrechters: Alistair McQuater (ENG) Jan-Jochen Rommel (GER) |

| 19 augustus                                                |       |                  |                                                              |
| Nederland                                                  | 3 – 1 | Spanje           | Scheidsrechters: Raymond O'Connor (IRL) Roger St. Rose (TRI) |
| Jacques Brinkman 7' Marc Delissen 23' Jacques Brinkman 32' |       | 25' Juan Escarré | Scheidsrechters: Raymond O'Connor (IRL) Roger St. Rose (TRI) |

| 19 augustus |       |        |                                                          |
| Frankrijk   | 1 – 2 | België | Scheidsrechters: Kiyoshi Sana (JPN) Markus Bircher (SUI) |
|             |       |        | Scheidsrechters: Kiyoshi Sana (JPN) Markus Bircher (SUI) |

| 19 augustus |       |           |                                                           |
| Wales       | 2 – 0 | Schotland | Scheidsrechters: Alistair McQuater (ENG) Ayman Amin (EGY) |
|             |       |           | Scheidsrechters: Alistair McQuater (ENG) Ayman Amin (EGY) |

| 21 augustus |       |           |                                                               |
| Frankrijk   | 1 – 1 | Schotland | Scheidsrechters: Alistair McQuater (ENG) Markus Bircher (SUI) |
|             |       |           | Scheidsrechters: Alistair McQuater (ENG) Markus Bircher (SUI) |

| 21 augustus |       |        |                                                              |
| België      | 2 – 2 | Spanje | Scheidsrechters: Raymond O'Connor (IRL) Roger St. Rose (TRI) |
|             |       |        | Scheidsrechters: Raymond O'Connor (IRL) Roger St. Rose (TRI) |

| 21 augustus |       |                                                      |                                                           |
| Wales       | 0 – 3 | Nederland                                            | Scheidsrechters: Ayman Amin (EGY) Jan-Jochen Rommel (GER) |
|             |       | 12' Marc Delissen 38' Wouter van Pelt 61' Erik Jazet | Scheidsrechters: Ayman Amin (EGY) Jan-Jochen Rommel (GER) |

| 22 augustus    |       |                  |                                                                 |
| Nederland      | 1 – 1 | België           | Scheidsrechters: Raymond O'Connor (IRL) Alistair McQuater (ENG) |
| Erik Jazet 45' |       | 13' Jean Willems | Scheidsrechters: Raymond O'Connor (IRL) Alistair McQuater (ENG) |

| 22 augustus |       |                                                   |                                                          |
| Schotland   | 0 – 3 | Spanje                                            | Scheidsrechters: Markus Bircher (SUI) Kiyoshi Sana (JPN) |
|             |       | 7' Juan Dinares 57' Victor Pujol 66' Juan Escarré | Scheidsrechters: Markus Bircher (SUI) Kiyoshi Sana (JPN) |

| 23 augustus |       |       |                                                                 |
| Frankrijk   | 1 – 1 | Wales | Scheidsrechters: Raymond O'Connor (IRL) Jan-Jochen Rommel (GER) |
|             |       |       | Scheidsrechters: Raymond O'Connor (IRL) Jan-Jochen Rommel (GER) |

## Eindstand Groep A
| № | Land      | WG | W | G | V | DV | DT | +/– | Punten |
| - | --------- | -- | - | - | - | -- | -- | --- | ------ |
| 1 | Nederland | 5  | 4 | 1 | 0 | 17 | 4  | +13 | 9      |
| 2 | België    | 5  | 3 | 2 | 0 | 11 | 6  | +5  | 8      |
| 3 | Spanje    | 5  | 3 | 1 | 1 | 11 | 6  | +5  | 7      |
| 4 | Wales     | 5  | 1 | 1 | 3 | 4  | 9  | –5  | 3      |
| 5 | Frankrijk | 5  | 0 | 2 | 3 | 5  | 13 | –8  | 2      |
| 6 | Schotland | 5  | 0 | 1 | 4 | 3  | 13 | –10 | 1      |

### Groep B
| 16 augustus 15:00                  |       |                     |                                                                    |
| Ierland                            | 2 – 1 | Wit-Rusland         | Scheidsrechters: Jos Gorissen (NED) Francisco Mena Caballero (ESP) |
| Liam Canning 9' Alistair Dunne 58' |       | 63' Vitali Kholopov | Scheidsrechters: Jos Gorissen (NED) Francisco Mena Caballero (ESP) |

| 17 augustus 09:30                                                          |       |                                        |                                                           |
| Polen                                                                      | 3 – 2 | Zwitserland                            | Scheidsrechters: Kiyoshi Sana (JPN) Martyn Gallivan (WAL) |
| Krzystof Wybieralski 31' Slawomir Lukaszewski 41' Krzystof Wybieralski 55' |       | 17' Beni Steinemann 52' Toni Haberthur | Scheidsrechters: Kiyoshi Sana (JPN) Martyn Gallivan (WAL) |

| 17 augustus 11:30                                 |       |                                    |                                                            |
| Engeland                                          | 3 – 2 | Duitsland                          | Scheidsrechters: Jos Gorissen (NED) Raymond O'Connor (IRL) |
| Calum Giles 25' Calum Giles 35' Nick Thompson 60' |       | 9' Sven Meinhardt 38' Oliver Domke | Scheidsrechters: Jos Gorissen (NED) Raymond O'Connor (IRL) |

| 18 augustus 11:30 |       | |                                                                        |
| Wit-Rusland       | 0 – 9 | Duitsland | Scheidsrechters: Raymond O'Connor (IRL) Francisco Mena Caballero (ESP) |
|                   |       | 10' Sven Meinhardt 20' Sven Meinhardt 33' Andreas Becker 34' Sven Meinhardt 37' Andreas Becker 44' Andreas Becker 50' Oliver Domke 60' Andreas Becker 62' Christoph Bechmann | Scheidsrechters: Raymond O'Connor (IRL) Francisco Mena Caballero (ESP) |

| 18 augustus 15:00 |       |                                          |                                                            |
| Ierland           | 1 – 2 | Zwitserland                              | Scheidsrechters: Roger St Rose (TRI) Martyn Gallivan (WAL) |
| Robert Taylor 53' |       | 59' Christian Cavallet 67' Patrick Stutz | Scheidsrechters: Roger St Rose (TRI) Martyn Gallivan (WAL) |

| 18 augustus 17:00        |       |                                                     |                                                         |
| Polen                    | 1 – 3 | Engeland                                            | Scheidsrechters: Thomas Langle (FRA) Eduardo Ruiz (ARG) |
| Slawomir Lukaszewski 59' |       | 17' Calum Giles 44' Nick Thompson 66' Nick Thompson | Scheidsrechters: Thomas Langle (FRA) Eduardo Ruiz (ARG) |

| 20 augustus |       |       |                                                           |
| Duitsland   | 3 – 0 | Polen | Scheidsrechters: Kiyoshi Sana (JPN) Martyn Gallivan (WAL) |
|             |       |       | Scheidsrechters: Kiyoshi Sana (JPN) Martyn Gallivan (WAL) |

| 20 augustus |       |          |                                                             |
| Ierland     | 1 – 1 | Engeland | Scheidsrechters: Jos Gorissen (NED) Jan-Jochen Rommel (GER) |
|             |       |          | Scheidsrechters: Jos Gorissen (NED) Jan-Jochen Rommel (GER) |

| 20 augustus |       |             |                                                                    |
| Wit-Rusland | 4 – 0 | Zwitserland | Scheidsrechters: Eduardo Ruiz (ARG) Francisco Mena Caballero (ESP) |
|             |       |             | Scheidsrechters: Eduardo Ruiz (ARG) Francisco Mena Caballero (ESP) |

| 21 augustus |       |             |                                                         |
| Duitsland   | 7 – 0 | Zwitserland | Scheidsrechters: Jos Gorissen (NED) Thomas Langle (FRA) |
|             |       |             | Scheidsrechters: Jos Gorissen (NED) Thomas Langle (FRA) |

| 22 augustus |       |             |                                                       |
| Engeland    | 4 – 0 | Wit-Rusland | Scheidsrechters: Ayman Amin (EGY) Thomas Langle (FRA) |
|             |       |             | Scheidsrechters: Ayman Amin (EGY) Thomas Langle (FRA) |

| 22 augustus |       |       |                                                         |
| Ierland     | 1 – 1 | Polen | Scheidsrechters: Eduardo Ruiz (ARG) Roger St Rose (TRI) |
|             |       |       | Scheidsrechters: Eduardo Ruiz (ARG) Roger St Rose (TRI) |

| 23 augustus |       |          |                                                       |
| Zwitserland | 4 – 4 | Engeland | Scheidsrechters: Thomas Langle (FRA) Amin Ayman (EGY) |
|             |       |          | Scheidsrechters: Thomas Langle (FRA) Amin Ayman (EGY) |

| 23 augustus |       |             |                                                             |
| Polen       | 3 – 2 | Wit-Rusland | Scheidsrechters: Alistair McQuater (ENG) Eduardo Ruiz (ARG) |
|             |       |             | Scheidsrechters: Alistair McQuater (ENG) Eduardo Ruiz (ARG) |

| 23 augustus |       |           |                                                                    |
| Ierland     | 0 – 2 | Duitsland | Scheidsrechters: Jos Gorissen (NED) Francisco Mena Caballero (ESP) |
|             |       |           | Scheidsrechters: Jos Gorissen (NED) Francisco Mena Caballero (ESP) |

## Eindstand Groep B
| № | Land        | WG | W | G | V | DV | DT | +/– | Punten |
| - | ----------- | -- | - | - | - | -- | -- | --- | ------ |
| 1 | Duitsland   | 5  | 4 | 0 | 1 | 23 | 3  | +20 | 8      |
| 2 | Engeland    | 5  | 3 | 2 | 0 | 15 | 8  | +7  | 8      |
| 3 | Polen       | 5  | 2 | 1 | 2 | 8  | 11 | –3  | 5      |
| 4 | Ierland     | 5  | 1 | 2 | 2 | 5  | 7  | –2  | 4      |
| 5 | Zwitserland | 5  | 1 | 1 | 3 | 8  | 19 | –11 | 3      |
| 6 | Wit-Rusland | 5  | 1 | 0 | 4 | 7  | 18 | –11 | 2      |

## Plaatsingswedstrijden

### Om plaats 9 t/m 12
| 26 augustus |       |             |                                                                         |
| Frankrijk   | 2 – 4 | Wit-Rusland | Scheidsrechters: Francisco Mena Caballero (ESP) Alistair McQuater (ENG) |
|             |       |             | Scheidsrechters: Francisco Mena Caballero (ESP) Alistair McQuater (ENG) |

| 26 augustus |       |           |                                                            |
| Zwitserland | 2 – 3 | Schotland | Scheidsrechters: Martyn Gallivan (WAL) Thomas Langle (FRA) |
|             |       |           | Scheidsrechters: Martyn Gallivan (WAL) Thomas Langle (FRA) |

### Om plaats 5 t/m 8
| 25 augustus    |       |                                                     |                                                             |
| Spanje         | 1 – 3 | Ierland                                             | Scheidsrechters: Kiyoshi Sana (JPN) Alistair McQuater (ENG) |
| Pablo Usoz 52' |       | 4' Daniel Clarke 11' Daniel Clarke 42' Liam Canning | Scheidsrechters: Kiyoshi Sana (JPN) Alistair McQuater (ENG) |

| 25 augustus                                                      |       |              |                                                           |
| Polen                                                            | 3 – 1 | Wales        | Scheidsrechters: Amin Ayman (EGY) Jan-Jochen Rommel (GER) |
| Rafal Grotowski 21' Slawomir Lukaszewski 36' Rafal Grotowski 45' |       | 24' Jon Rees | Scheidsrechters: Amin Ayman (EGY) Jan-Jochen Rommel (GER) |

### Halve finales
| 25 augustus                         |       |                 |                                                             |
| Nederland                           | 2 – 1 | Engeland        | Scheidsrechters: Roger St Rose (TRI) Raymond O'Connor (IRL) |
| Marc Delissen 17' Walter Drenth 31' |       | 54' Calum Giles | Scheidsrechters: Roger St Rose (TRI) Raymond O'Connor (IRL) |

| 25 augustus                                                              |       |        |                                                        |
| Duitsland                                                                | 4 – 0 | België | Scheidsrechters: Jos Gorissen (NED) Eduardo Ruiz (ARG) |
| Christoph Bechmann 8' Oliver Domke 10' Björn Michel 22' Oliver Kurtz 68' |       |        | Scheidsrechters: Jos Gorissen (NED) Eduardo Ruiz (ARG) |

## Finalewedstrijden

### Om elfde plaats
| 27 augustus |                           |             |                                                                         |
| Frankrijk   | 2 – 2 4 – 5 (strafballen) | Zwitserland | Scheidsrechters: Jan-Jochen Rommel (GER) Francisco Mena Caballero (ESP) |
|             |                           |             | Scheidsrechters: Jan-Jochen Rommel (GER) Francisco Mena Caballero (ESP) |

### Om negende plaats
| 27 augustus |       |           |                                                               |
| Wit-Rusland | 4 – 2 | Schotland | Scheidsrechters: Alistair McQuater (ENG) Markus Bircher (SUI) |
|             |       |           | Scheidsrechters: Alistair McQuater (ENG) Markus Bircher (SUI) |

### Om zevende plaats
| 26 augustus |       |       |                                                        |
| Spanje      | 1 – 2 | Wales | Scheidsrechters: Kiyoshi Sana (JPN) Jos Gorissen (NED) |
|             |       |       | Scheidsrechters: Kiyoshi Sana (JPN) Jos Gorissen (NED) |

### Om vijfde plaats
| 26 augustus |       |       |                                                           |
| Ierland     | 4 – 3 | Polen | Scheidsrechters: Jan-Jochen Rommel (GER) Ayman Amin (EGY) |
|             |       |       | Scheidsrechters: Jan-Jochen Rommel (GER) Ayman Amin (EGY) |

### Troostfinale
| 27 augustus                       |       |                          |                                                         |
| Engeland                          | 2 – 1 | België                   | Scheidsrechters: Roger St Rose (TRI) Jos Gorissen (NED) |
| Calum Giles 6' Russell Garcia 59' |       | 18' Alexandre de Chaffoy | Scheidsrechters: Roger St Rose (TRI) Jos Gorissen (NED) |

### Finale
| 27 augustus                          |                           |                                           |                                                            |
| Nederland                            | 2 – 2 8 – 9 (strafballen) | Duitsland                                 | Scheidsrechters: Eduardo Ruiz (ARG) Raymond O'Connor (IRL) |
| Wouter van Pelt 26' Stephan Veen 30' |                           | 49' Christoph Bechmann 56' Andreas Becker | Scheidsrechters: Eduardo Ruiz (ARG) Raymond O'Connor (IRL) |

| Europees kampioen 1995 |
| ---------------------- |
|                        |
| Duitsland Vierde titel |

## Eindrangschikking
1. Duitsland
2. Nederland
3. Engeland
4. België
5. Ierland
6. Polen
7. Wales
8. Spanje
9. Wit-Rusland
10. Schotland
11. Zwitserland
12. Frankrijk

NB: Duitsland geplaatst voor Olympische Spelen in Atlanta (1996)

## Topscorers
- In onderstaand overzicht zijn alleen de spelers opgenomen met vijf of meer treffers achter hun naam.

| № | Naam                  | Land           | Goals | SC | SB |
| - | --------------------- | -------------- | ----- | -- | -- |
| 1 | Calum Giles           | ( Engeland)    | 9     |    |    |
| 2 | Christoph Bechmann    | ( Duitsland)   | 7     |    |    |
|   | Andreas Becker        | ( Duitsland)   | 7     |    |    |
|   | Slawomir Lukaszewski  | ( Polen)       | 7     |    |    |
| 5 | Marc Delissen         | ( Nederland)   | 6     |    |    |
| 6 | Vitali Kholopov       | ( Wit-Rusland) | 5     |    |    |
|   | René Schmidli         | ( Zwitserland) | 5     |    |    |
|   | Juan Escarré          | ( Spanje)      | 5     |    |    |
|   | Krzysztof Wybieralski | ( Polen)       | 5     |    |    |

## Ereprijzen
| Topscorer   | Beste speler  | Beste doelman | Fair Play Trophy |
| ----------- | ------------- | ------------- | ---------------- |
| Calum Giles | Marc Delissen | Ian Bateman   | Engeland         |

1970 · 1974 · 1978 · 1983 · 1987 · 1991 · 1995 · 1999 · 2003 · 2005 · 2007 · 2009 · 2011 · 2013 · 2015 · 2017 · 2019 · 2021 · 2023